# مجرمان (فیلم)
«جرم‌ها» (انگلیسی: Criminals (film)) یک فیلم است که در سال ۱۹۷۵ منتشر شد.